# 木幡の大スギ

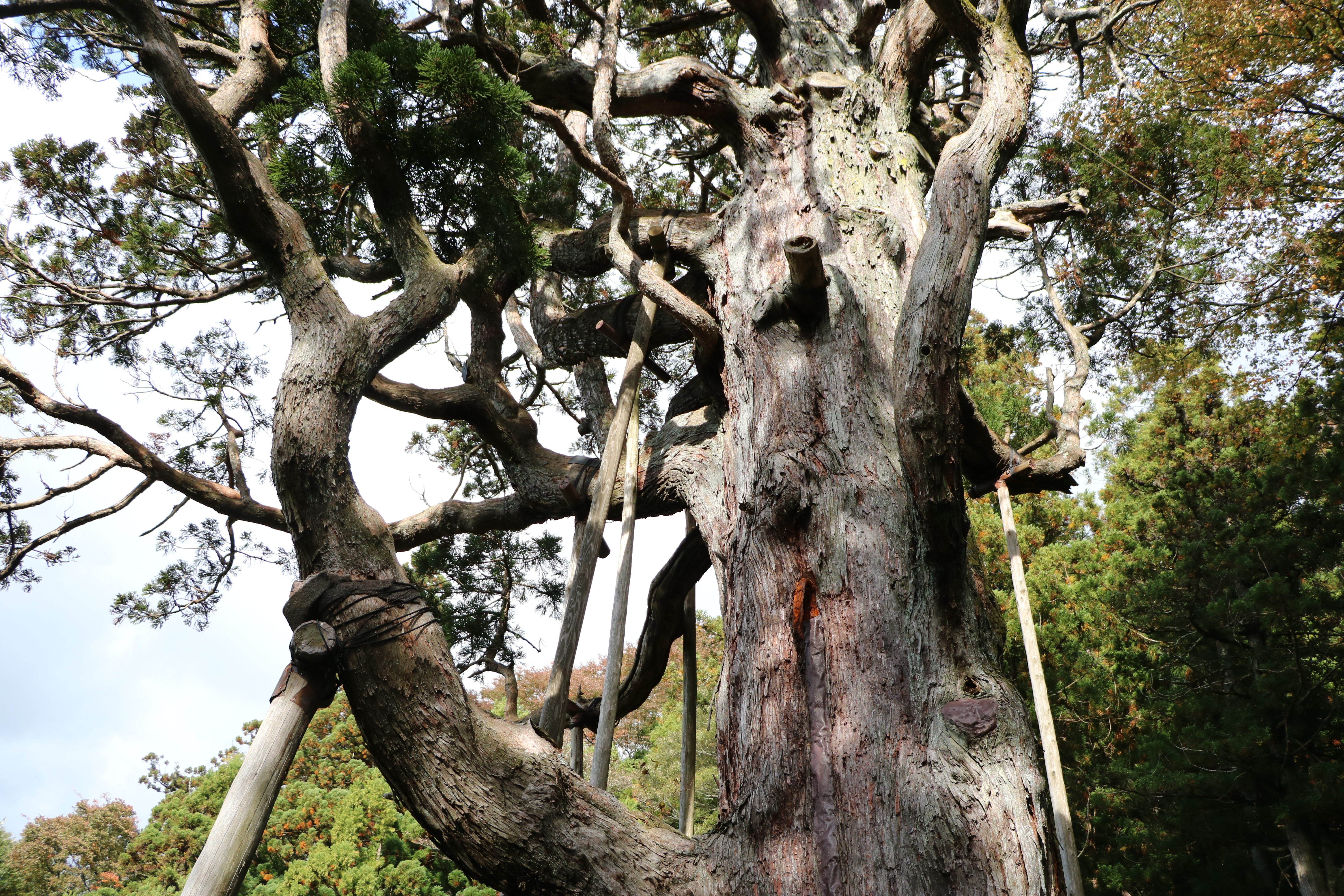
木幡の大スギ。2023年10月25日撮影。

木幡の大スギ（こはたのおおスギ）は、福島県二本松市木幡字治家に鎮座する隠津島神社境内に生育する、国の天然記念物に指定されたスギの巨樹である。
スギの老木が多数生育する木幡山の山中でも最大規模のスギであり、1941年（昭和16年）3月27日に国の天然記念物に指定された。推定樹齢780年という老樹であることに加え、落雷の影響により主幹内部に空洞が生じるなど樹勢の衰えが見られるものの、平成28・29年度に福島県森林計画課が実施した計測によれば、樹高29.0メートル、地上高1.3メートル地点での幹周りが9.9メートルと、福島県内第10位の巨木にランクされている。

## 解説

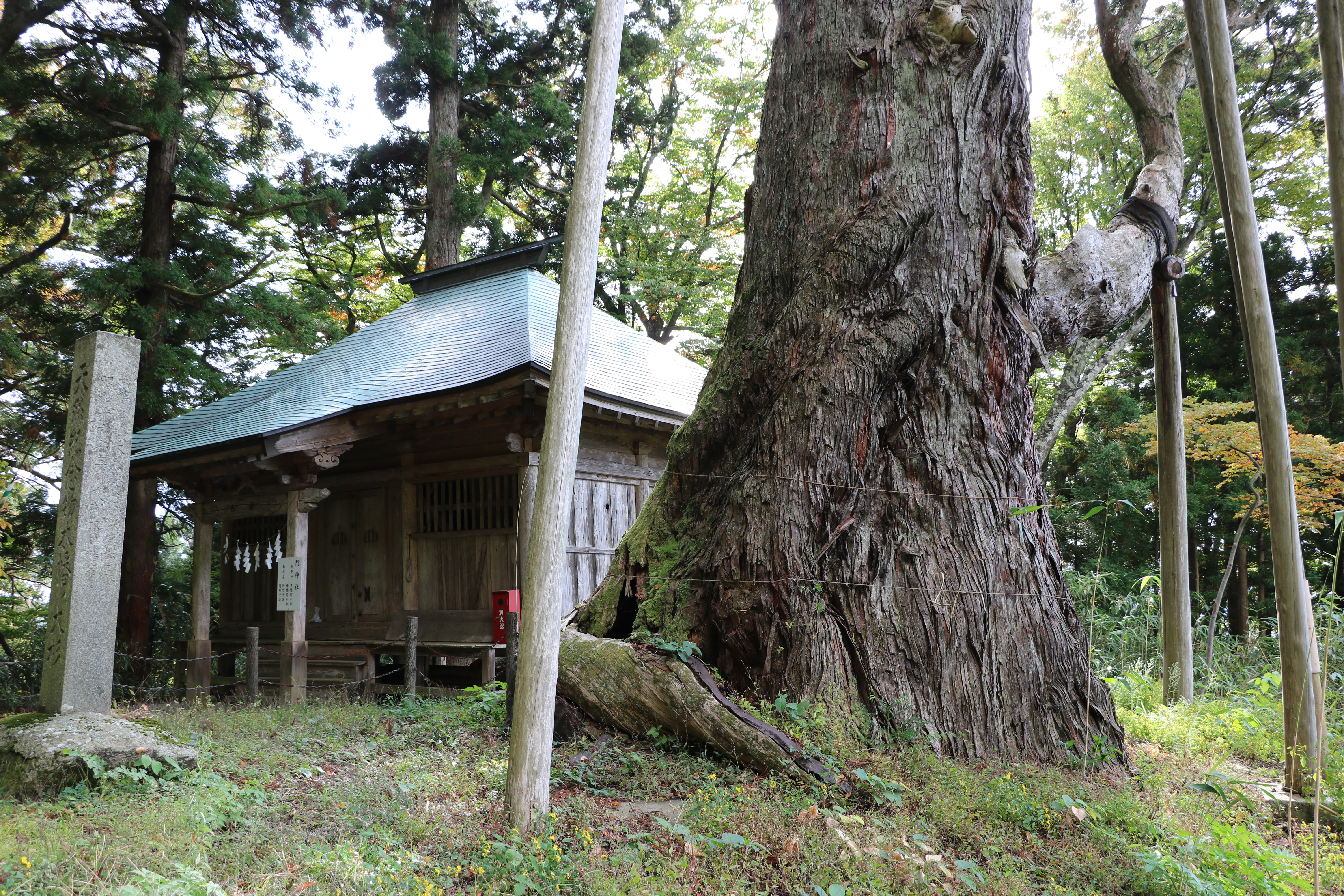
隠津島神社の末社「門神社」の脇に生育する。2023年10月25日撮影。

木幡の大スギは阿武隈高地北西部の木幡山（標高666メートル）山頂近くの西斜面山腹にある、隠津島神社境内の末社のひとつ「門（かど）神社」社殿の脇に生育している。
木幡山は二本松市（旧東和町）と伊達郡川俣町にまたがり、古くから山体そのものが霊域、信仰の対象とされ、山域のほとんどが神仏習合の霊地とされる隠津島神社の境内となっており、建武2年（1335年）の古文書にもその山名が見られる歴史を持ち、戦国時代から安土桃山時代には二本松一帯を領有した蒲生氏郷により木幡山の一面にスギが植林されたと伝えられているが、国の天然記念物に指定された木幡の大スギは、それ以前からこの場所に生育していたものである。
この大スギは木幡山の山中でも古くから人々に知られた存在で、木幡山が神仏習合であった江戸時代の享保20年（1735年）には、この大スギの所有権をめぐって「神」側、「仏」側、双方の信奉者の間で諍いが起き、大岡越前守の裁きにより「神」側である隠津島神社の社有物に定められたと伝えられており、今日の所有管理者も同神社である。
国の天然記念物指定に先立ち、1940年（昭和15年）8月に現地調査を行った植物学者の中井猛之進によれば、当時の樹高は約20メートル、目の高さでの幹囲は9.33メートル、根元は長年の雨雪により洗われ露出しているものの、根周りは16.2メートルもあり、樹勢は旺盛であったという。
周辺には目通り幹囲6メートル以上のスギの巨樹が3本、目通り幹囲3メートル超のものは十数本あり、これらは蒲生氏郷による植林とそれ以前からのものが混在していると報告されている。スギの巨樹として有数のものであり、当時の保存要目第一「名木、巨樹、老樹」として、「木幡の大スギ」の名称で1941年（昭和16年）3月27日に国の天然記念物に指定された。
木幡山と隠津島神社への登り口となる神社手水舎前の駐車場から鳥居を潜り、鬱蒼としたスギの木立に覆われた、急な石段を5分ほど登った先に門神社があり、木幡の大スギは門神社社殿に向かって右側（北側）に面して生育している。ここは木幡山西側斜面の稜線上にあたり比較的乾燥した場所であるため、前述の中井猛之進によれば樹齢の割に成長が遅いという。近年は落雷などにより樹勢に衰弱が見られ、主幹内部は空洞が生じており、腐朽の進行を抑制するため根元近くに開いた空洞は樹脂で塞がれ、倒伏防止のため複数の支柱により支えられ手厚く保護されている。

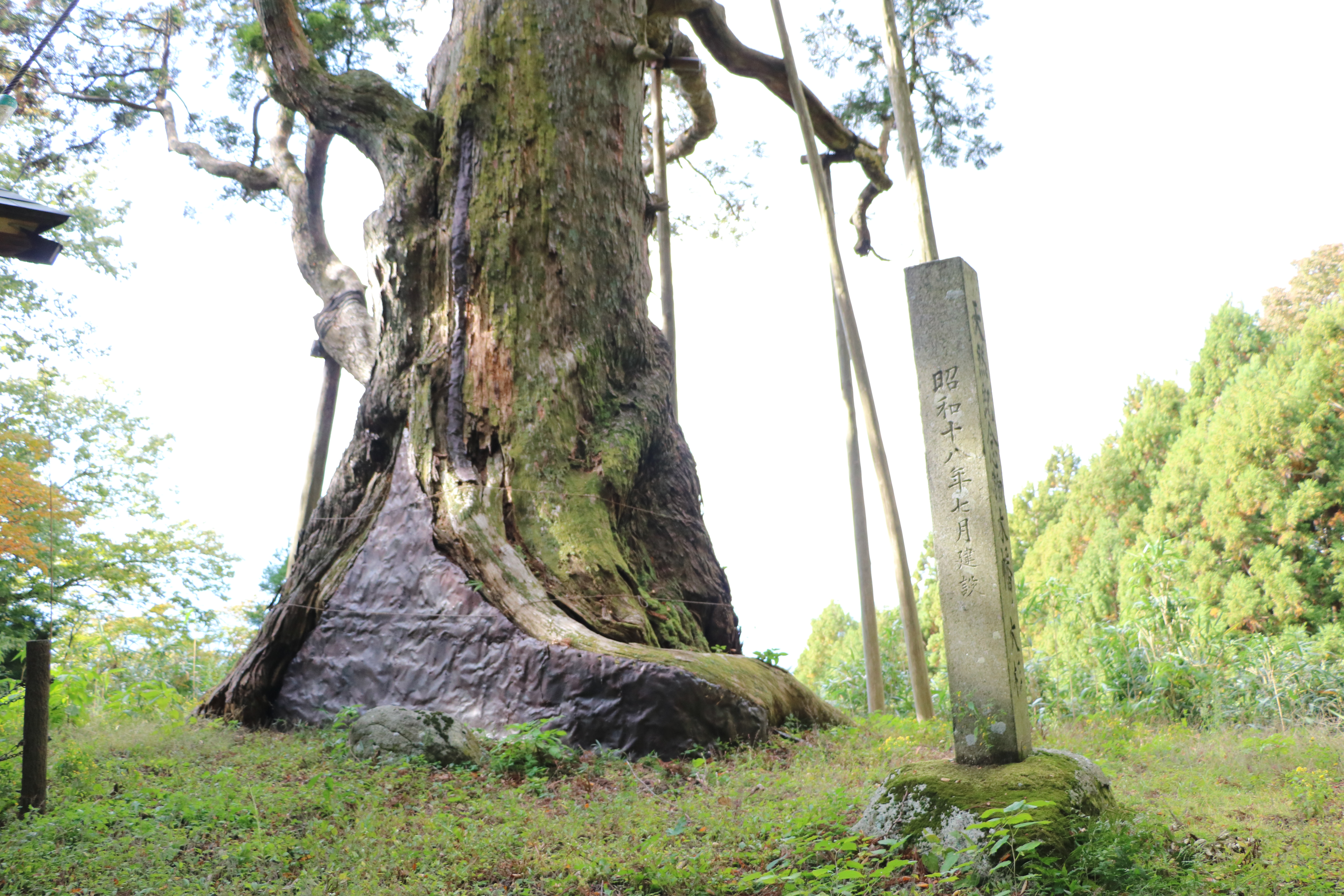
天然記念物指定石碑。主幹下部の空洞は樹脂で塞がれている。2023年10月25日撮影。
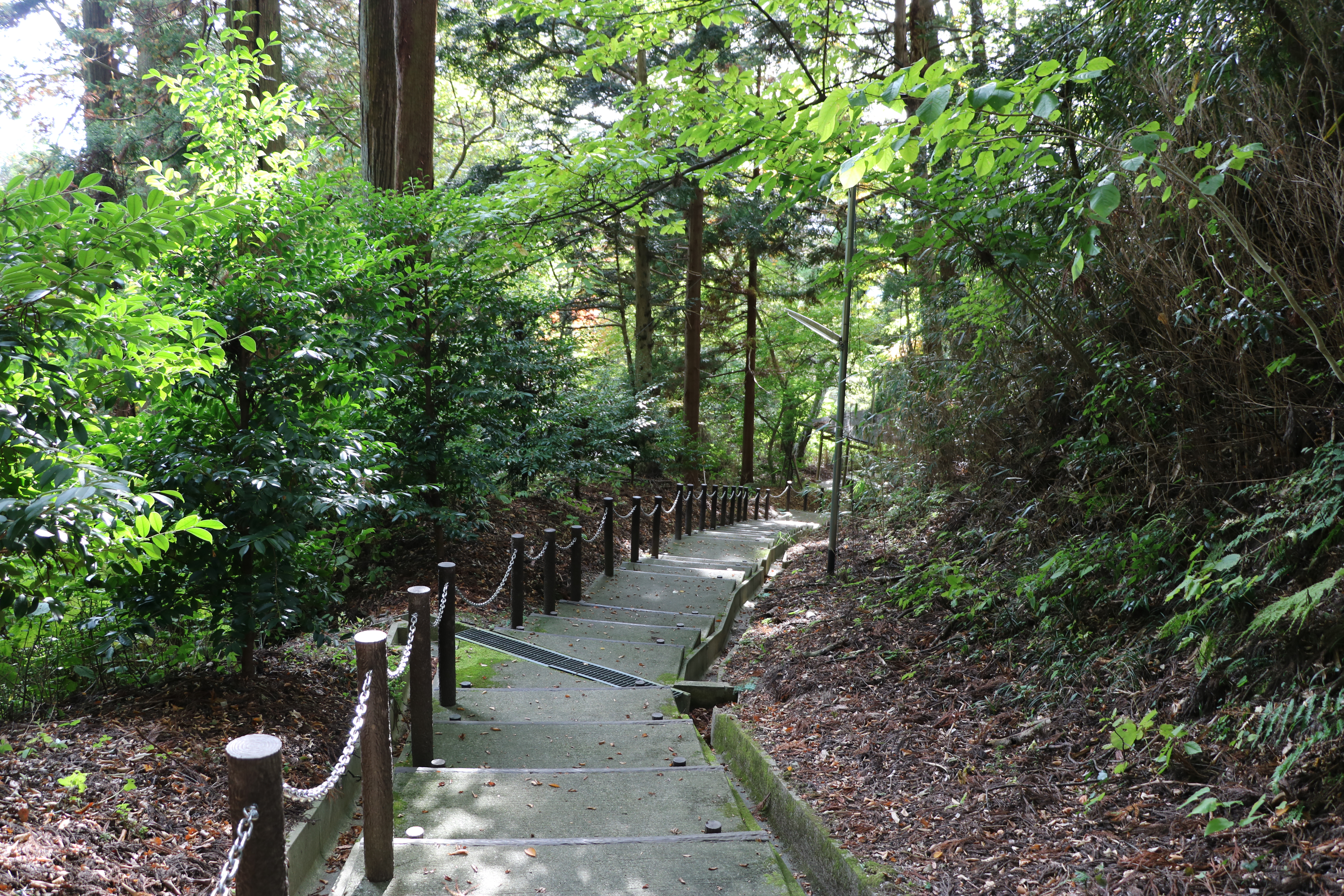
木幡の大スギへ向かう隠津島神社の参道石段。2023年10月25日撮影。
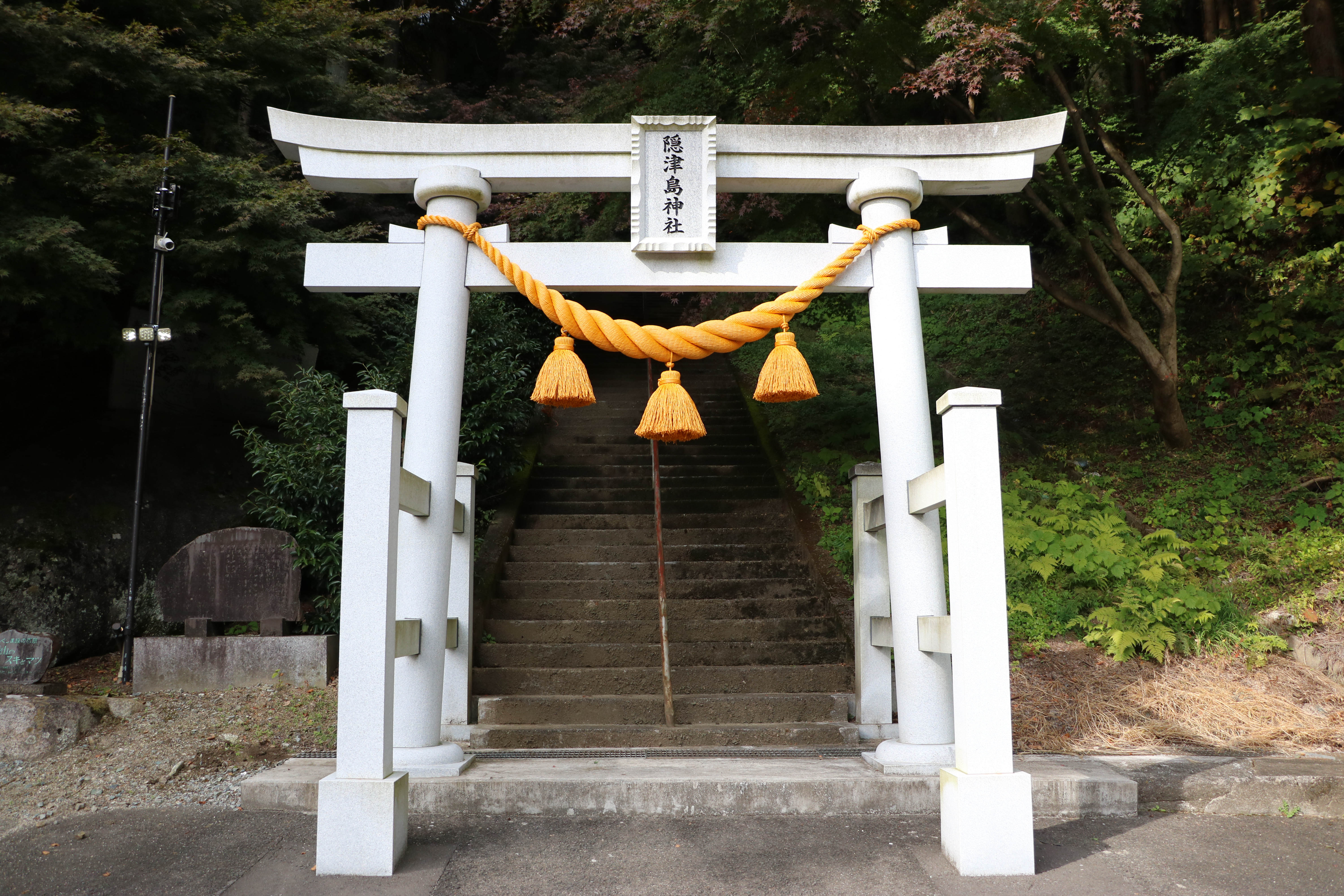
隠津島神社の鳥居。この鳥居を潜り石段を登った先に木幡の大スギがある。2023年10月25日撮影。

## 交通アクセス
所在地
- 福島県二本松市木幡治家49-2[10]。

交通
- 東北自動車道二本松インターチェンジより車で約20分[9]。
- JR東北本線二本松駅より木幡行きバス「田谷」下車、徒歩約45分[11]。